# Lễ hội rượu vang Zielona Góra

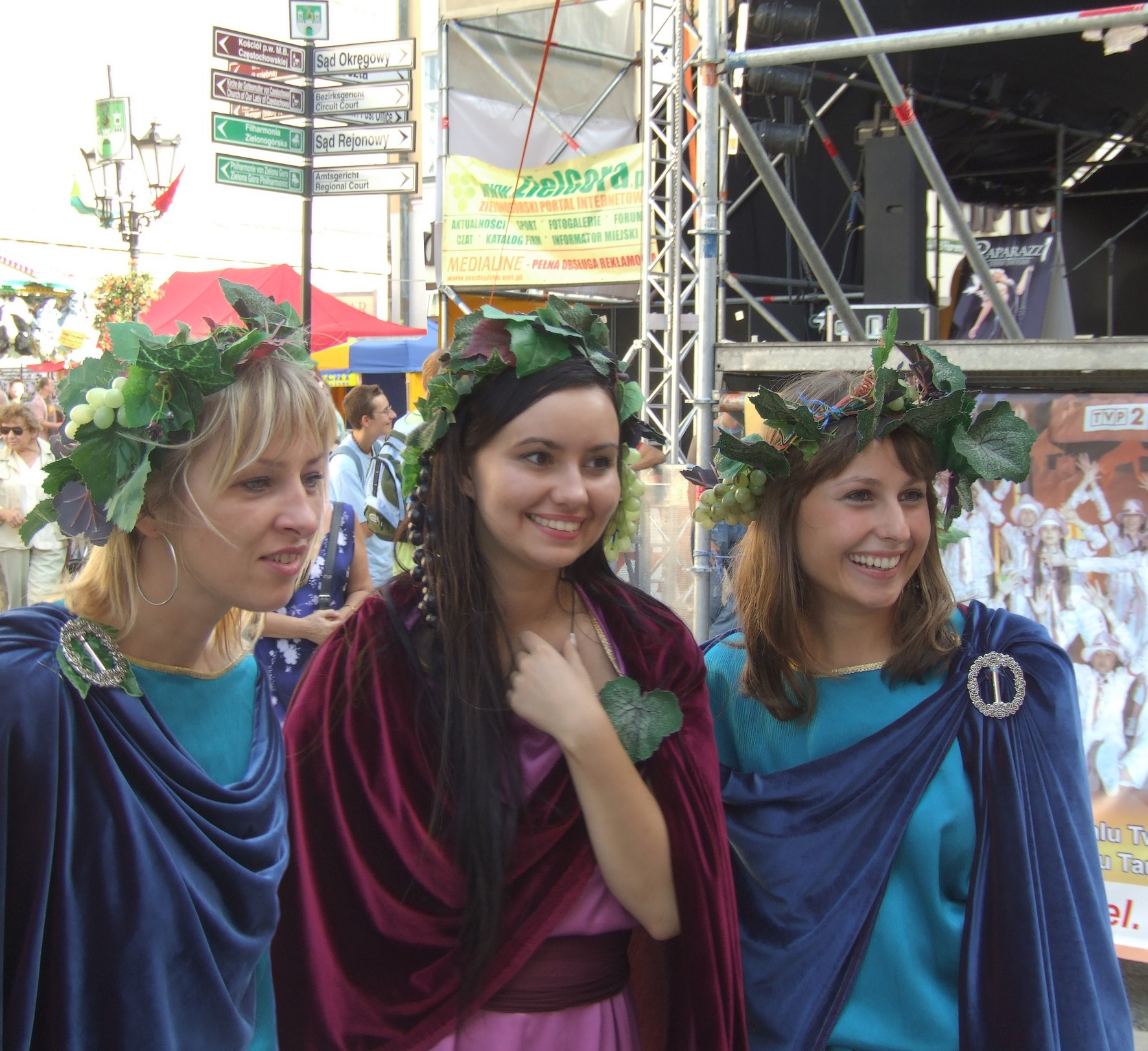
Maenad

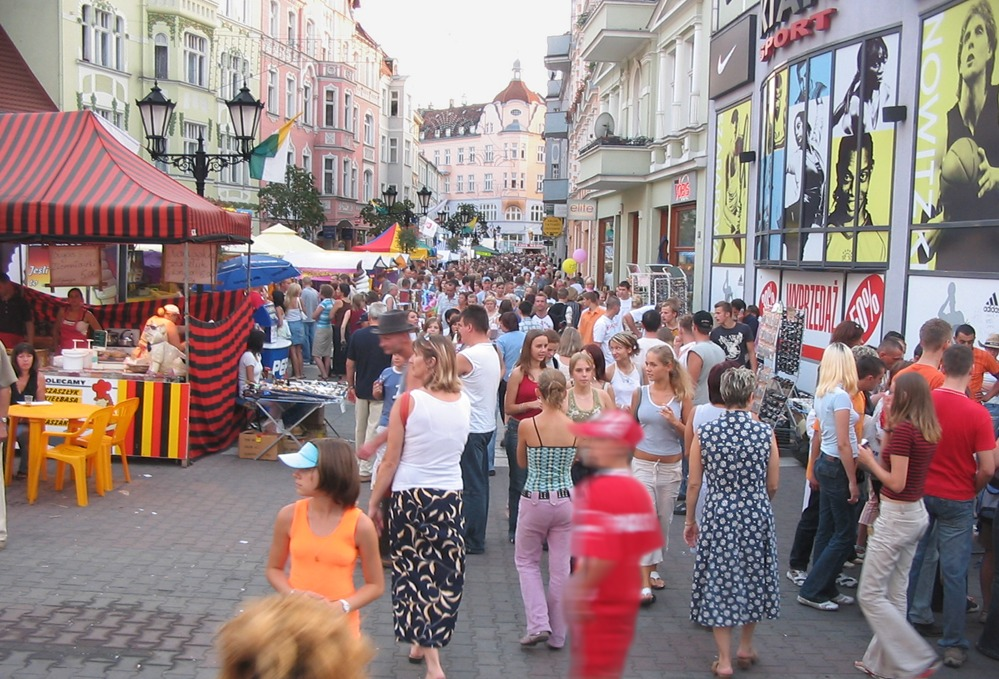
Trung tâm thành phố trong lễ hội

Lễ hội rượu vang Zielona Góra (tiếng Ba Lan: Winobranie w Zielonej Górze) là lễ hội rượu vang được tổ chức tại thị trấn Zielona Góra của Ba Lan. Truyền thống có liên quan đến thời kỳ thu hoạch nho từ các vườn nho địa phương sau đó chúng được chuyển thành rượu vang. Lễ hội đầu tiên diễn ra vào tháng 10 năm 1852. Ngày nay, nó bắt đầu vào tuần đầu tiên hoặc thứ hai của tháng 9 và kéo dài trong chín ngày.
Các lễ hội bắt đầu vào thứ bảy với một cuộc diễu hành đi qua trung tâm thành phố. Trước đó là một buổi lễ mang tính biểu tượng khi vị thần rượu vang La Mã Bacchus và Maenads của ông nhận được chìa khóa của thị trấn từ chính quyền địa phương. Trong chín ngày, rất nhiều sự kiện văn hóa và thể thao diễn ra, trong đó Lễ hội văn hóa dân gian quốc tế là một trong những sự kiện nổi bật nhất. Ngoài ra còn có các buổi gặp gỡ tại nhà hát (bao gồm các nhà hát đường phố) và các buổi hòa nhạc.
Trung tâm của thị trấn sẽ biến thành một khu chợ lớn vào thời điểm diễn ra lễ hội, với một con đường riêng được phân bổ cho chợ đồ cổ.